# Довнарович, Станислав
Станислав Юзеф Довнарович (пол. Stanisław Józef Downarowicz; 1874, Лохув, Царство Польское, Российская империя — 1941, Аушвиц, Третий рейх) — польский политический деятель, министр внутренних дел (1921—1922 гг.), воевода Волынский (1921 г.), воевода Полесский (1922—1924 гг.).

## Биография
Родился 28 марта 1874 года в Лохуве, в семье польского шляхтича Медарда Довнаровича герба Пшыячель и Стефании Хорновской.
Учился в Императорском Варшавском университете, но за деятельность в Польской социалистической партии был отчислен. Уехал во Львов, где поступил в университет, затем перевёлся в Львовскую Политехнику, которую и окончил.
Организатор Польских стрелецких дружин на территории Галиции.
С 1915 года состоял в Верховном национальном комитете (пол. Naczelny Komitet Narodowy).
В 1921 году был назначен воеводой Волынским.
В 1921—1922 годах занимал должность министра внутренних дел Польши в правительстве Антония Пониковского.
В 1922—1924 годах был воеводой Полесским. Ушёл в отставку вскоре после нападения советского диверсионного отряда на поезд, в котором он ехал.
Погиб в 1941 году в немецком концентрационном лагере Аушвиц.

## Награды
- Орден Возрождения Польши (1923)[3];
- Крест Независимости (1934)[4].

## Личная жизнь
Имел сестру Марию и братьев Юзефа, Медарда и Казимира. Был женат, имел дочерей Кристину и Ядвигу.